# Gymnothorax bathyphilus
Gymnothorax bathyphilus är en fiskart som beskrevs av Randall och Mccosker, 1975. Gymnothorax bathyphilus ingår i släktet Gymnothorax och familjen Muraenidae. Inga underarter finns listade i Catalogue of Life.